# Манек, Габриэль Вильгельм
Габриэль Вильгельм Манек (нидерл. Gabriel Wilhelmus Manek SVD, 18 августа 1913 года, Нидерланды — 30 ноября 1989 год, Энде, Индонезия) — католический прелат, апостольский викарий Ларантуки с 8 марта 1951 года по 3 января 1961 год, первый архиепископ Энде с 3 января 1961 года по 19 декабря 1968 год, член монашеской конгрегации вербистов.

## Биография
28 января 1941 года Габриэль Вильгельм Манек был рукоположён в священника в монашеской конгрегации вербистов.
8 марта 1951 года Римский папа Пий XII назначил Габриэлмя Вильгельма Манека титулярным епископом Алинды и апостольским викарием Ларантуки. 25 апреля 1951 года состоялось рукоположение Габриэля Вильгельма Манека в епископа, которое совершил апостольский викарий Малых Зондских островов и титулярный епископ Арки Армянской Гейнрих Левен в сослужении с апостольским викарием Атабуа титулярным епископом Кандибы Жаком Пессерсом и военным ординарием и титулярным епископом Данабы Альбертом Сугияпранатой.
3 января 1961 года Римский папа Иоанн XXIII назначил Габриэля Вильгельма Манека архиепископом Энде.
Принимал участие в работе I, II и III сессий Второго Ватиканскорго собора.
19 декабря 1968 года Габриэль Вильгельм Манек подал в отставку. В этот же день был назначен титулярным архиепископом Бавагалианы. Скончался 30 ноября 1989 года в городе Энде.